# Pictichromis aurifrons
Pictichromis aurifrons, thường được gọi là cá đạm bì trán vàng (tên tiếng Anh: gold-browed dottyback) là một loài cá biển thuộc chi Pictichromis trong họ Cá đuôi gai. Loài này được mô tả lần đầu tiên vào năm 1980.

## Phân bố và môi trường sống
P. aurifrons phân bố ở phía tây Thái Bình Dương, và chỉ được tìm thấy tại Indonesia và Papua New Guinea. P. aurifrons được tìm thấy trong các hang động nhỏ trên các rạn san hô hoặc trên những sườn đá ngầm, ở độ sâu khoảng 13 – 30 m.

## Mô tả
P. aurifrons trưởng thành dài khoảng 6.5 cm. Sự sắp xếp màu sắc của P. aurifrons hoàn toàn ngược lại so với Pictichromis diadema. P. aurifrons có trán và mõm màu vàng tươi; phần còn lại của thân có màu tím nhạt hoặc màu xanh tím. Mống mắt màu xanh dương. Pictichromis caitlinae cũng có màu vàng tương tự ở phần mõm, nhưng phần thân còn lại có màu đỏ tía.
Số ngạnh ở vây lưng: 3; Số vây tia mềm ở vây lưng: 22; Số ngạnh ở vây hậu môn: 3; Số vây tia mềm ở vây hậu môn: 10 - 12.
Thức ăn của P. aurifrons có lẽ là rong tảo và các sinh vật phù du nhỏ. Chúng thường sống đơn độc hoặc hợp thành các nhóm nhỏ rải rác. Lãnh thổ của một cá thể P. aurifrons đơn độc có phạm vi trong vòng khoảng 2 mét vuông.
P. aurifrons được đánh bắt để phục vụ cho ngành thương mại cá cảnh.